# مغرب جدید
مغرب جدید (به عربی: المرقاب الجدید) منطقه ای در قطر است که در شهرداری دوحه واقع شده‌است.
این منطقه به همراه السد و فرج النصر منطقه ۳۹ را تشکیل می‌دهد که ۲۳٬۸۵۳ نفر در آن زندگی می‌کنند.